# Valér Kováč
Valér (Valerián) Kováč (* 28. dubna 1936, Liptovská Osada) je český architekt, sklářský výtvarník a grafik.

## Život a dílo
Narodil se v Liptovské Osadě na Slovensku, ale svůj život spojil s Brnem a jižní Moravou. Trvalé bydliště má v Brně, ale žije a pracuje také v Ostrově u Macochy.
V roce 1966 absolvoval večerně Střední uměleckoprůmyslovou školu v Brně a pokračoval soukromým studiem u výtvarníků Milana Zezuly, Petra Skácela, Jindřicha Svobody, Františka Šenka a dalších. Pracoval v misi UNESCO pro nejstarší kulturu severní Afriky jako kreslič a dokumentarista a v oboru užité grafiky a výstavnictví spolupracoval dlouhé roky se společností Brněnské veletrhy a výstavy při realizaci expozic u nás i v zahraničí.
Nejvýznamnější oblastí jeho činnosti je užití plochého skla. Má podíl na vzniku nové technologie vrstveného skla, která využívá klasické tabulové sklo a modeluje ho řezáním, broušením, malbou apod. Je spoluzakladatelem Světové asociace výtvarníků v oboru plochého skla a je jejím prezidentem.
Je mj. autorem skleněné plastiky v zámku Vranov nad Dyjí, skleněné vstupní haly Brněnských veletrhů a výstav, skleněné stěny a vitráže smuteční síně Klobouky a k jeho pozoruhodným dílům patří také skleněný kříž a oltář v moderní kapli svatého Václava a svaté Anežky v obci Šošůvka na Blanensku.
Valér Kováč vytvořil také několik originálních skleněných cen. Například Cenu Evropy za nejlepší evropský film na Mezinárodním filmovém festivale pro děti a mládež ve Zlíně, Cenu Alfonse Muchy pro Bienále Brno Gilles Lepore či Filmovou cenu ministra kultury.

## Ocenění
Je držitelem Ceny Masarykovy Akademie umění, Ceny za skleněnou plastiku v Cambridge a několika zlatých medailí za expozice v Alžírsku, Bagdádu a Bazileji. Jeho práce byly součástí české expozice i na mezinárodní výstavě v Montrealu a jsou vystaveny v soukromých i veřejných sbírkách na celém světě.
V roce 2006 obdržel Cenu města Brna a v roce 2016 se stal nositelem Ceny Jihomoravského kraje za přínos v oblasti umění.